# Johannes Rudbeckius den yngre
Johannes Rudbeckius den yngre, född 3 mars 1623 i Västerås, död 26 maj 1667 i Falun, var en svensk professor, superintendent och prost.
Johannes Rudbeckius den yngre var son till Johannes Rudbeckius den äldre och Magdalena Hising. Han inskrevs vid Uppsala universitet 1640 tillsammans med sina bröder Petrus och Nicolaus, begav sig 1645 på studieresa till universitet på kontinenten, återkom till Sverige vid faderns död, men for tillbaka till Tyskland där han framför allt vistades i Strassburg. 
I likhet med sina bröder gynnades han av drottning Kristina och Axel Oxenstierna. Drottningen utnämnde personligen honom  1652 till extra ordinarie professor i teologi vid Uppsala universitet och två år senare till ordinarie professor, vilket förtröt konsistoriet. Orsaken till utnämningen kan ha varit att Rudbeckius liksom Oxenstierna stod nära den skolastiskt inriktade ortodoxa teologi som bedrevs samtidigt i Wittenberg (med företrädare som Johann Gerhard och Johannes Andreas Quenstedt), medan fakulteten i Uppsala generellt stod nära den teologiska inriktning som samtidigt florerade i Helmstedt (med företrädare som Georg Calixtus). Detta hade ytterst att göra med de synkretistiska stridigheterna mellan Calixtus och Abraham Calovius.
Rudbeckius hade inte tagit magistergraden innan han blivit professor, och 1653 disputerade han. Efter disputationen hävdade de Calixtus-påverkade professorerna att Rudbeckius inte ägde den lärdom som erfordrades. När drottning Kristina abdikerade blev Rudbeckius superintendent i Narva. 1663 utsågs han i stället till kyrkoherde i Falun där han så småningom blev prost. 
Johannes Rudbeckius var gift med Catharina Sidenia som var dotter till professor Daniel Sidenius och Kerstin Appelbom. Deras son Daniel blev assessor i Reval, och sonen Johannes kapten.